# Креки, Франсуа де
Франсуа де Креки, маркиз де Марен (фр. François de Créquy; 1625 — 3 февраля 1687) — один из маршалов (с 8 июля 1668 года) Людовика XIV. Памятником его военным победам остался дворцово-парковый ансамбль Шан-де-Батай в Нормандии.
Представитель славного своими воинскими традициями семейства Креки, правнук коннетабля де Ледигьера, внучатый племянник коннетабля де Люиня. Его дед Шарль де Креки-Бланшфор, также маршал, прославил себя в итальянских кампаниях. Молодому Креки с юных лет пророчили блестящее будущее, особенно после того, как он доказал свою преданность короне в хитросплетениях второй Фронды.
В 1667 году отличил себя в рейнской кампании и в следующем году при осаде Лилля командовал армией прикрытия. В 1670 году оккупировал Лотарингию, однако из-за препирательств за старшинство с Тюренном вынужден был оставить армию. В августе 1675 года был жестоко разбит маркизом дель Карретто у Концского моста и в сентябре сдал неприятелю Трир, однако на следующий год взял реванш за эти поражения, овладев Буйоном и Фрибуром, а также одержав в 1677 году победу при Кокерсберге.
Победы Креки над Францем Вильгельмом Бранденбургским привели Голландскую войну к победоносному для французов завершению. Щедро награждённый королём, Креки занялся украшением своих усадеб в Марине и Шан-де-Батай, а сына своего женил на внучке военного министра Летелье. В 1684 году вернулся в строй, чтобы при содействии Вобана завладеть Люксембургской крепостью, куда по этому случаю прибыл сам король с мадам де Ментенон.
Маршал де Креки умер в своем столичном особняке и был погребён в монастыре якобинцев. Его пышную гробницу по наброскам Лебрёна изваял Антуан Куазево. В начале войны за испанское наследство оба сына маршала погибли на полях Италии, что положило конец наиболее прославленной военными подвигами ветви рода Креки.